# República da China nos Jogos Olímpicos de Verão de 1972
A República da China competiu nos Jogos Olímpicos de Verão de 1972, realizados em Munique, Alemanha Ocidental.